# Relations entre le Bangladesh et la Suisse
Les relations entre le Bangladesh et la Suisse sont les relations bilatérales de la république populaire du Bangladesh et de la Confédération suisse,.

## Histoire
La Suisse a reconnu le Bangladesh comme pays indépendant le 13 mars 1972 et a établi des liens diplomatiques entre les deux pays. La Suisse a un ambassadeur résident à Dacca, au Bangladesh. Le Bangladesh a une ambassade avec un ambassadeur résident à Genève, en Suisse. Depuis 2013, les deux pays organisent régulièrement des consultations politiques entre leurs ministères des affaires étrangères.
Le président de la Confédération suisse Alain Berset s'est rendu au Bangladesh en février 2018. Le président Berset a déclaré que le développement socio-économique du Bangladesh au cours des dernières décennies a été « impressionnant ». Il a déclaré qu'il est important de s'assurer que les développements socio-économiques sont faits de manière « durable et inclusive », sans laisser personne derrière. Il a ajouté qu'il s'est entretenu non seulement avec des représentants d'entreprises suisses opérant au Bangladesh, mais aussi avec des membres de la communauté des affaires bangladaise pour en savoir plus sur les scènes du commerce et des investissements au Bangladesh. La Fondation suisse pour la culture Pro Helvetia est partenaire du Dhaka Art Summit (en).

## Relations économiques
De 2010 à 2016, les échanges commerciaux entre le Bangladesh et la Suisse ont plus que doublé. En 2016, le commerce bilatéral s'élevait à 591,5 millions de francs suisses. Les principales exportations de la Suisse vers le Bangladesh sont les produits chimiques, les machines textiles et les produits pharmaceutiques. Les vêtements et textiles prêts à l'emploi représentent 90 % des exportations du Bangladesh vers la Suisse. Une centaine d'entreprises suisses opèrent au Bangladesh,. Les ressortissants du Bangladesh avaient environ 550 millions de francs suisses dans les banques suisses en 2016. En 2017, les investissements suisses au Bangladesh ont augmenté de 17 %. Le gouvernement suisse prévoit d'encourager les investissements suisses dans les technologies liées au changement climatique au Bangladesh.